# VTT cross-country féminin aux Jeux olympiques d'été de 2008
Navigation
Athènes 2004 Londres 2012
Le cross-country VTT féminin, épreuve de vélo tout terrain des Jeux olympiques d'été de 2008, a lieu le 23 août 2008 sur le terrain de VTT de Laoshan. Initialement prévue le 22 août, la course est reportée au 23 août à cause de la pluie. La course est remportée par l'Allemande Sabine Spitz devant Maja Włoszczowska et Irina Kalentieva.
Cette épreuve consiste en une course en ligne, dont le départ se fait groupé. Le parcours de 4,6 kilomètres est à parcourir plusieurs fois. Les cyclistes qui se faisaient prendre un tour sont éliminées, même si elles peuvent finir leur tour.

## Résultats
| Pos. | Coureur                | Pays             | Temps           |
| ---- | ---------------------- | ---------------- | --------------- |
| 1    | Sabine Spitz           | Allemagne        | 1 h 45 min 11 s |
| 2    | Maja Włoszczowska      | Pologne          | à 41 s          |
| 3    | Irina Kalentieva       | Russie           | 1 min 17 s      |
| 4    | Catharine Pendrel      | Canada           | 1 min 26 s      |
| 5    | Ren Chengyuan          | Chine            | 2 min 29 s      |
| 6    | Petra Henzi            | Suisse           | 3 min 30 s      |
| 7    | Mary McConneloug       | États-Unis       | 5 min 23 s      |
| 8    | Georgia Gould          | États-Unis       | 5 min 40 s      |
| 9    | Rosara Joseph          | Nouvelle-Zélande | 5 min 56 s      |
| 10   | Aleksandra Dawidowicz  | Pologne          | 6 min 10 s      |
| 11   | Elisabeth Osl          | Autriche         | 6 min 28 s      |
| 12   | Liu Ying               | Chine            | 6 min 50 s      |
| 13   | Lene Byberg            | Norvège          | 8 min 08 s      |
| 14   | Elsbeth van Rooy-Vink  | Pays-Bas         | 8 min 19 s      |
| 15   | Nathalie Schneitter    | Suisse           | 8 min 31 s      |
| 16   | Eva Lechner            | Italie           | 13 min 11 s     |
| 17   | Laurence Leboucher     | France           | 15 min 44 s     |
| 18   | Adelheid Morath        | Allemagne        | 17 min 14 s     |
| 19   | Jaqueline Mourao       | Brésil           | 1 tour          |
| 20   | Rie Katayama           | Japon            | 1 tour          |
| 21   | Blaža Klemenčič        | Slovénie         | 1 tour          |
| 22   | Yolande Speedy         | Afrique du Sud   | 2 tours         |
| 23   | Vera Andreeva          | Russie           | 2 tours         |
| 24   | Janka Stevkova         | Slovaquie        | 2 tours         |
| 25   | Francisca Campos       | Chili            | 2 tours         |
| 26   | Dellys Starr           | Australie        | 2 tours         |
|      | Gunn-Rita Dahle Flesjå | Norvège          | Abandon tour 4  |
|      | Margarita Fullana      | Espagne          | Abandon tour 3  |
|      | Marie-Hélène Prémont   | Canada           | Abandon tour 2  |
|      | Tereza Huříková        | Tchéquie         | Abandon tour 1  |